# Канелька
Канелька — річка в Україні, у Христинівській міській громаді Уманського району Черкаської області. Права притока Канели (басейн Південного Бугу).

## Опис
Довжина річки 23 км, похил річки — 2,4 м/км. Формується з багатьох безіменних струмків, притоки та водойм. Площа басейну 158 км².
Притока: Синичка (права).

## Розташування
Бере початок на північному сході від Сичів. Тече переважно на північний схід через Шукайводу, Углуватку, Чайківку, Зоряне і у Ботвинівці впадає у річку Канелу, праву притоку Гірського Тікичу.

## Галерея

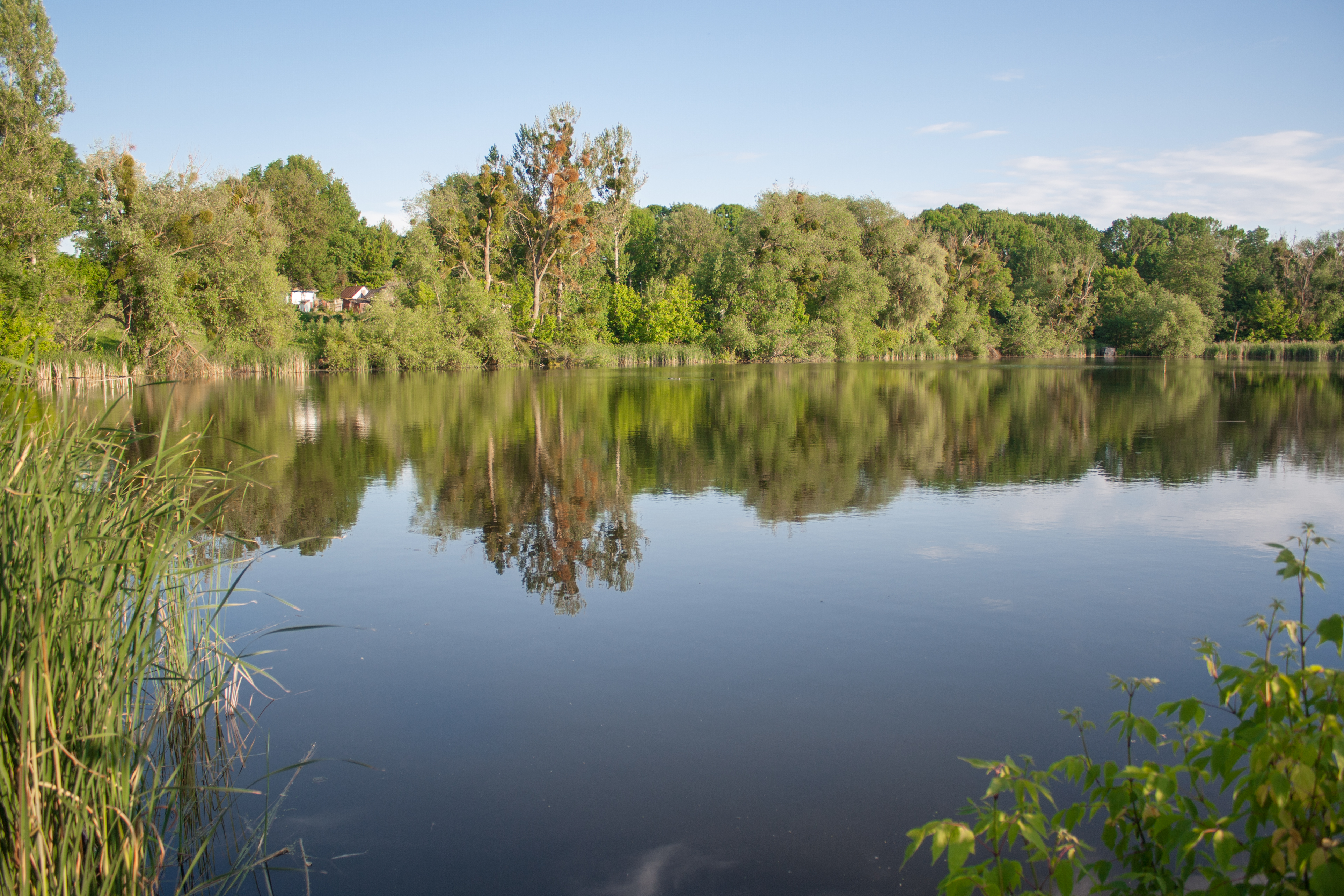
Ставок на річці в селі Шукайвода
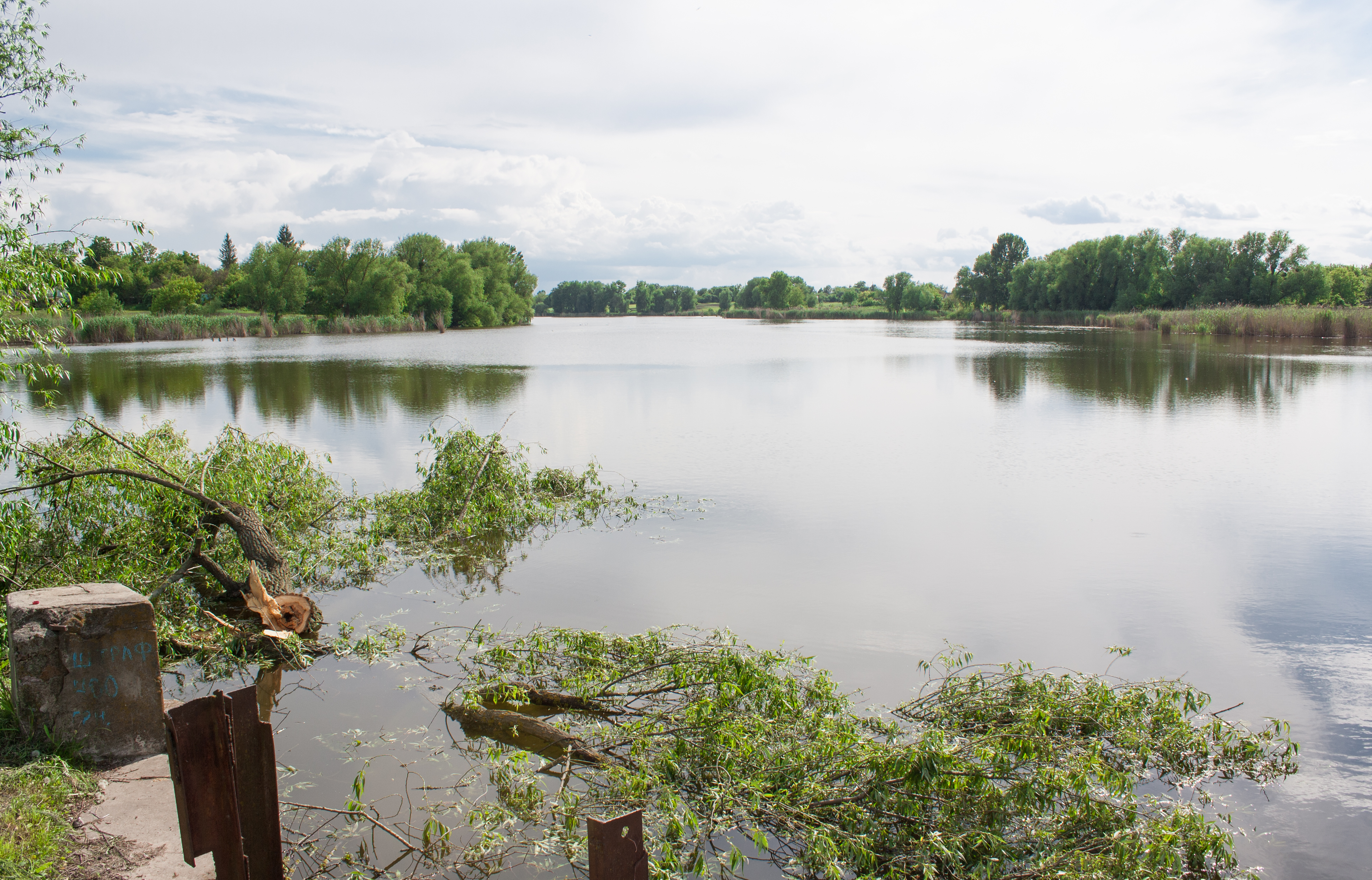
Ставок на річці в селі Углуватка
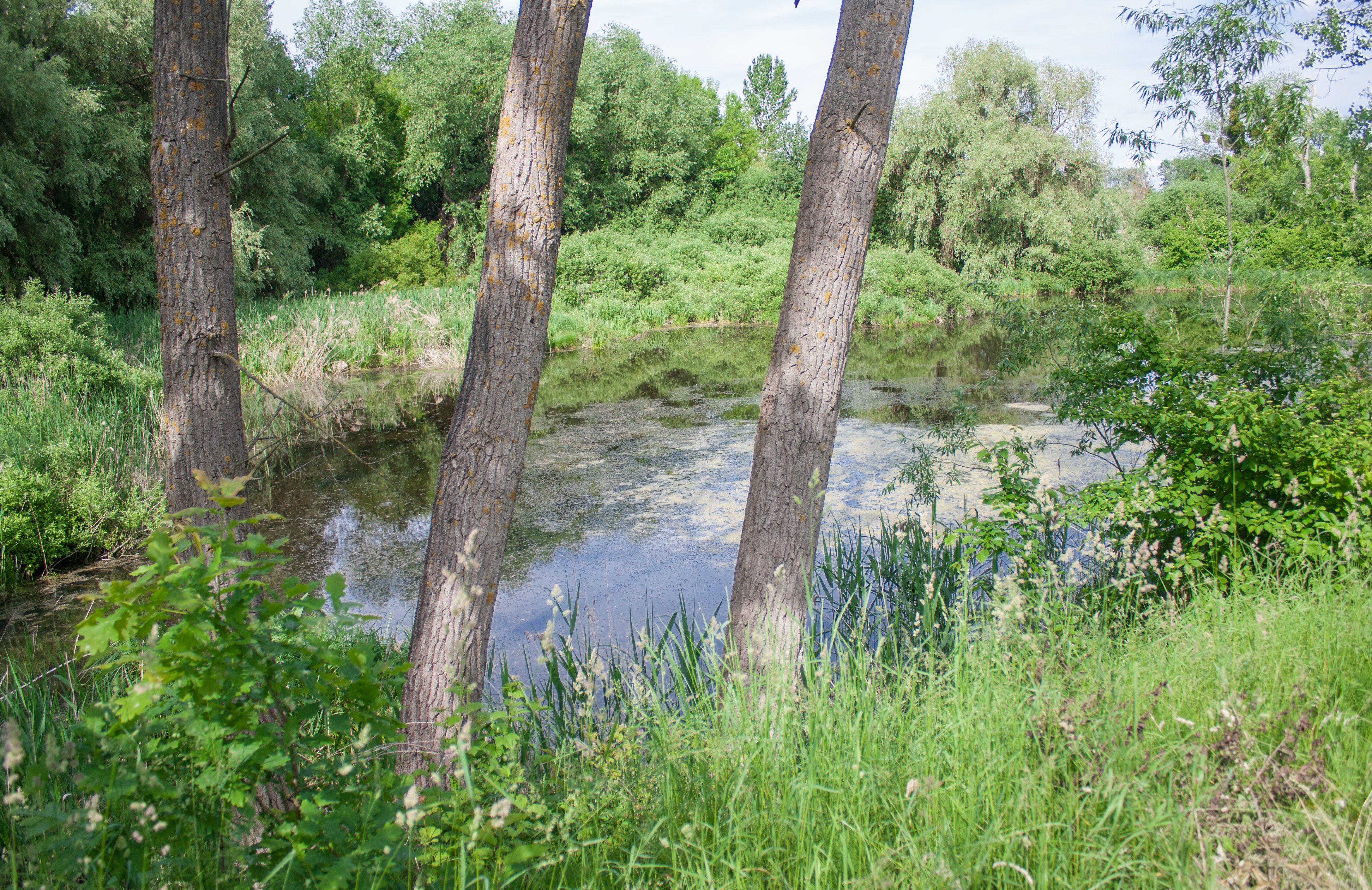
Річка на околиці села Чайківка
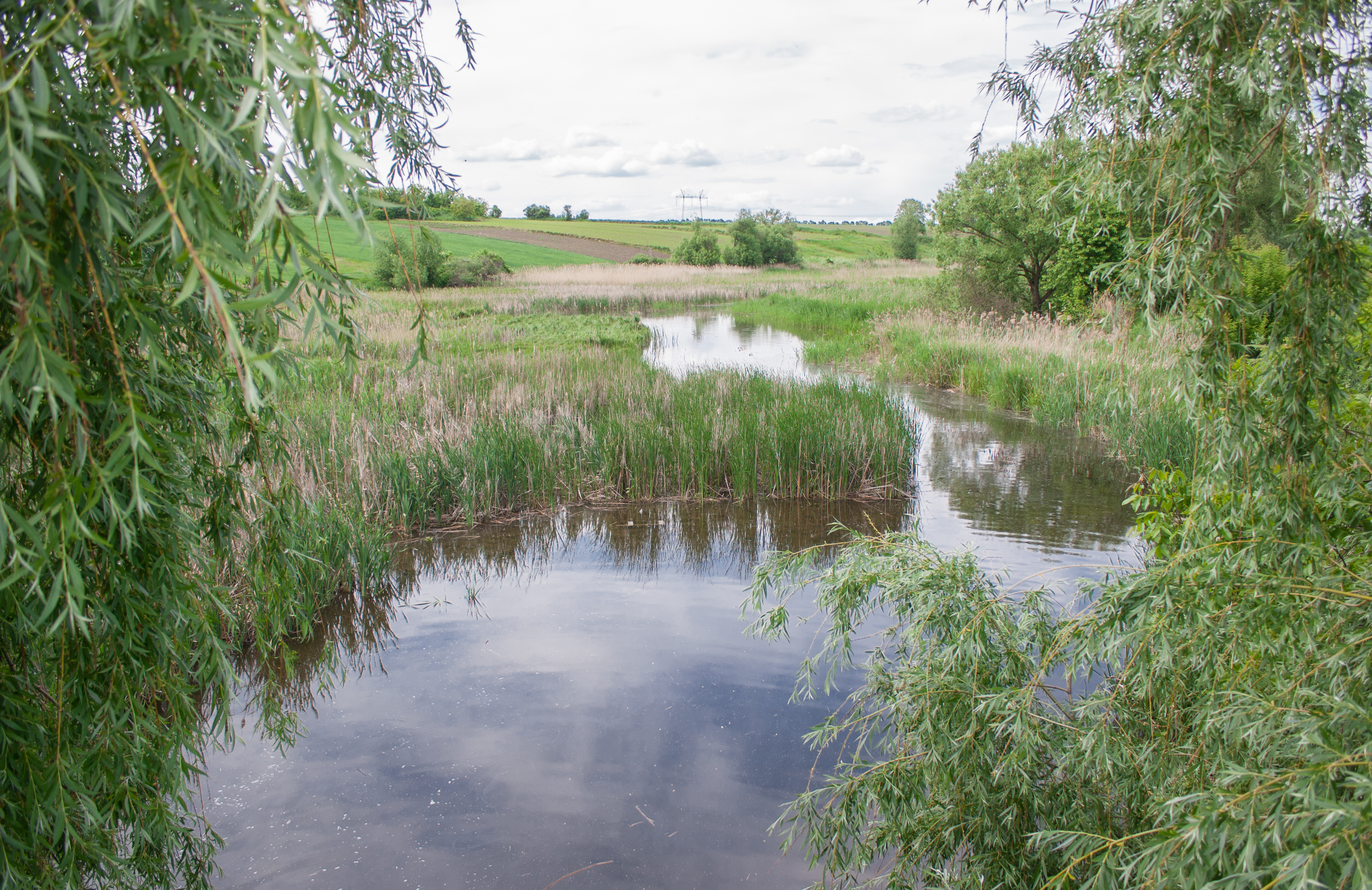
Річка в селі Зоряне
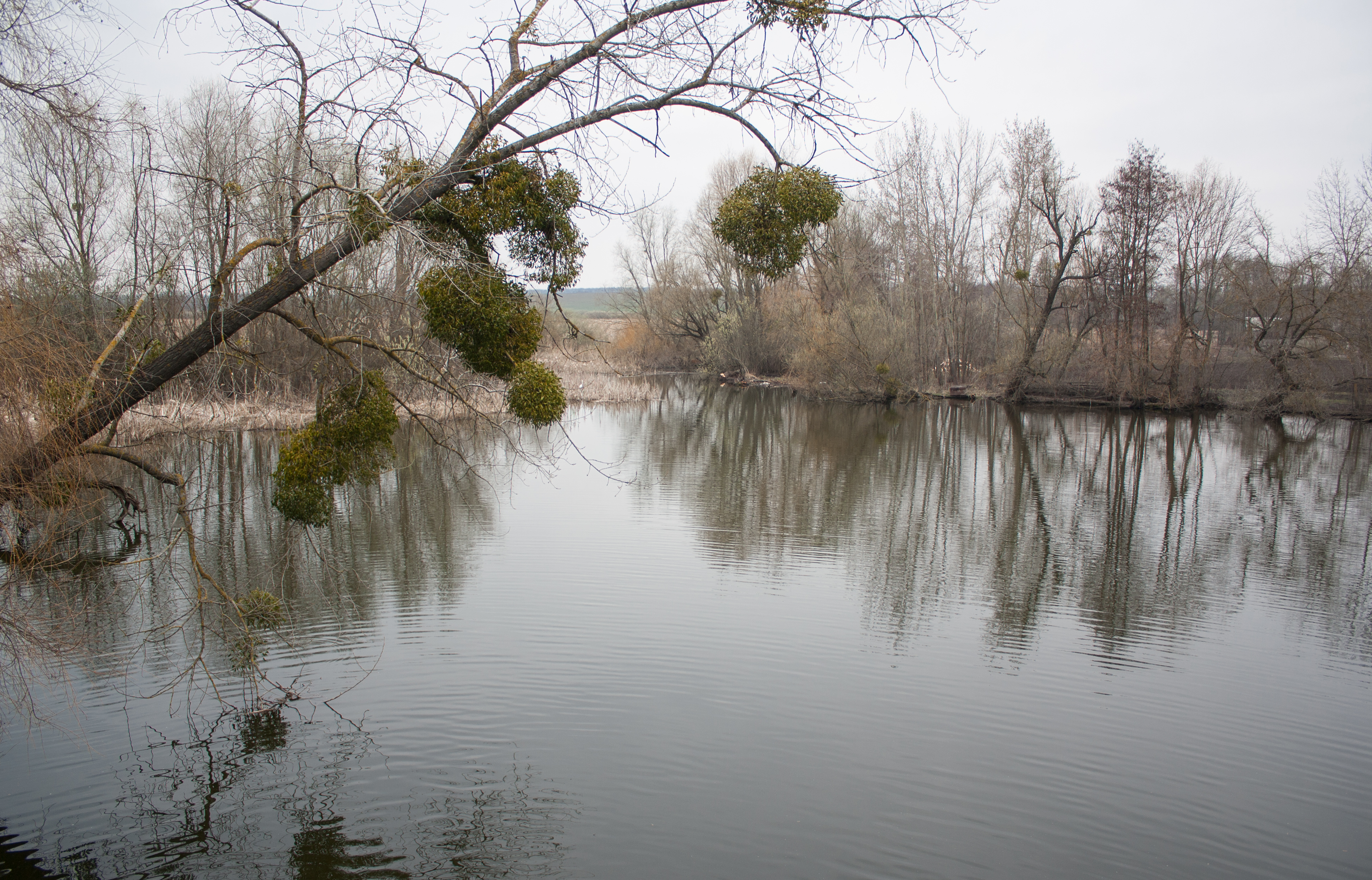
Річка в селі Ботвинівка